# Emma Romer
Emma Romer, després Emma Almond (1814 - Margate, 11 d'abril de 1868) va ser una soprano britànica líder al segle xix i durant tres anys, fou productora i gerenta de teatre. Va fer la seva primera aparició, amb un enorme èxit, en el Covent Garden, de la capital britànica, el 16 d'octubre de 1830. Durant molts anys fou la prima donna predilecta del públic anglès, tant en el repertori italià com el nacional. La seva interpretació d'Amina a La sonnambula de Bellini es considerava com a única per la crítica del Regne Unit d'aquella època.